# Антон Лессер
Антон Лессер (англ. Anton Lesser; нар. 14 лютого 1952, Бірмінгем, Велика Британія) — англійський актор театру, кіно та телебачення. Найвідоміший своєю роллю Квіберна у телесеріалі «Гра престолів» та Гарольда Макміллана у телесеріалі «Корона».

## Життєпис
Народився 1952 року в місті Бірмінгем. Вчився у Моузлійській граматичній школі, що у передмісті Бірмінгема, потім закінчив Ліверпульський університет. 1977 року поступив до Королівської академії драматичного мистецтва, де отримав золоту медаль Банкрофта.
Як артист Королівської Шейкспіровської компанії зіграв у багатьох п'єсах Шекспіра, серед яких «Троїл і Крессіда», «Король Лір», «Юлій Цезар (трагедія)» та «Зимова казка». Є частим гостем на радіо та виконує роль у радіо адаптації п'єси «Марк Дідій Філько» Ліндсі Девіс на радіо BBC. Записав багато аудіокниг, включаючи більшість робіт Чарлза Діккенса. Озвучка книги «Великі сподівання» Діккенса принесла йому нагороду Talkie Award. Серед інших відомих книг, які він озвучив є «Втрачений рай» Джона Мілтона, «Фазерланд» Роберта Гарріса, роботи Гомера, Філіпа Пулмана тощо.
2013 року почав зніматися у телесеріалі «Гра престолів», де зіграв Квіберна.
2015 року зіграв Томаса Мора в мінісеріалі BBC «Вовчий зал». За цю роль отримав номінацію Премії БАФТА за найкращу роль другого плану.

## Вибрана фільмографія
| Рік       |   | Українська назва                           | Оригінальна назва                           | Роль                  |
| --------- | - | ------------------------------------------ | ------------------------------------------- | --------------------- |
| 1979—1979 | с | Орестея                                    | Oresteia                                    | Орест                 |
| 1981      | ф | Вишневий сад                               | The Cherry Orchard                          | Трофимов              |
| 1981      | ф | Троїл і Крессіда                           | Troilus & Cressida                          | Троїл                 |
| 1982      | ф | Король Лір                                 | King Lear                                   | Едгар                 |
| 1988      | ф | Дванадцята ніч, або Як вам завгодно        | Twelfth Night, or What You Will             | Фесте                 |
| 1995—1995 | с | Багз: електронні жучки                     | Bugs                                        | Патрік Марсел         |
| 1995—1995 | с | Пророк Мойсей: Вождь-визволитель           | Moses                                       | Еліав                 |
| 1998—1998 | с | Ярмарок Марнославства                      | Vanity Fair                                 | Містер Піт Кролі      |
| 2000      | ф | Лорна Дун                                  | Lorna Doone                                 | Радник Дун            |
| 2001      | ф | Шарлотта Грей                              | Charlotte Gray                              | Ренек                 |
| 2002      | ф | Сер Гавейн і Зелений Лицар                 | Sir Gawain and the Green Knight             | Ґавейн                |
| 2002—2002 | с | Війна Фойла                                | Foyle's War                                 | Остін Кармайкл        |
| 2003      | ф | Мріючи про Аргентину                       | Imagining Argentina                         | Генерал Гузман        |
| 2003—2003 | с | Суто англійські вбивства                   | Midsomer Murders                            | Едді Дарвін           |
| 2006      | ф | Місс Поттер                                | Miss Potter                                 | Гарольд Ворн          |
| 2008—2008 | с | Суто англійські вбивства                   | Midsomer Murders                            | Воллес Стоун          |
| 2008—2008 | с | Пуаро Агати Крісті                         | Agatha Christie's Poirot                    | Інспектор Келсі       |
| 2011      | ф | Пірати Карибського моря: На дивних берегах | Pirates of the Caribbean: On Stranger Tides | Лорд Картерет         |
| 2012—2012 | с | Порожня корона                             | The Hollow Crown                            | Екзетер               |
| 2013—2013 | с | Вулиця різника                             | Ripper Street                               | Доктор Карл Крабб     |
| 2013—2013 | с | Атлантида                                  | Atlantis                                    | Кірос                 |
| 2013—2018 | с | Індевор                                    | Endeavour                                   | Реджинальд Брайт      |
| 2013—2019 | с | Гра престолів                              | Game of Thrones                             | Квіберн               |
| 2014—2014 | с | Мушкетери                                  | The Musketeers                              | Еміль де Мовозен      |
| 2015—2015 | с | Вовчий зал                                 | Wolf Hall                                   | Томас Мор             |
| 2015—2016 | с | Епоха Діккенса                             | Dickensian                                  | Фейгін                |
| 2016—2016 | с | Порожня корона                             | The Hollow Crown                            | Граф Екзетера         |
| 2016      | ф | Об'єднане королівство                      | A United Kingdom                            | Прем'єр-міністр Еттлі |
| 2016      | ф | Шпигуни-союзники                           | Allied                                      | Еммануель Ломберд     |
| 2017—2017 | с | Корона                                     | The Crown                                   | Гарольд Макміллан     |
| 2017      | ф | Непокора                                   | Disobedience                                | Рав Крушка            |
| 2021      | ф | Благословення                              | Benediction                                 | Стівен Теннант        |

## Театральні ролі
| Рік  | Назва                  | Роль               |
| ---- | ---------------------- | ------------------ |
| 1980 | Ромео і Джульєтта      | Ромео              |
| 1982 | Гамлет                 | Гамлет             |
| 1985 | Троїл і Крессіда       | Троїл              |
| 1990 | Річард II              | Генріх Боллінгброк |
| 1992 | Приборкання норовливої | Петруччо           |
| 1992 | Віндзорські насмішниці | Френк Форд         |
| 2005 | Юлій Цезар             | Марк Брут          |
| 2006 | Зимова казка           | Леонт              |
| 2009 | Ляльковий дім          | Доктор Ранк        |